# Serbisch-montenegrinische Eishockeynationalmannschaft
Die serbisch-montenegrinische Eishockeynationalmannschaft vertrat von 1995 bis 2006 das Land Serbien und Montenegro (bis September 2003 Bundesrepublik Jugoslawien) bei internationalen Wettbewerben im Eishockey.

## Geschichte
Die serbisch-montenegrinische Eishockeynationalmannschaft nahm zur Weltmeisterschaft 2005 in der C-WM den Spielbetrieb auf und trat die Nachfolge der drei Jahre zuvor im Zuge der Staatsauflösung der SFR Jugoslawien ebenfalls aufgelösten jugoslawischen Eishockeynationalmannschaft an. Bei diesem Turnier belegte die Mannschaft den achten Platz der C-WM und stieg in die D-WM ab, aufgrund der geringeren Gesamtteilnehmerzahl im Vergleich zu den späteren Weltmeisterschaften war jedoch Platz 28 in der Gesamtwertung die beste WM-Platzierung des Landes überhaupt. Zur WM 1998 kehrte das Team in die C-WM zurück (ab 2001 Weltmeisterschaft der Division II) und spielte in dieser bis zur Auflösung des Staates Serbiens und Montenegros, wobei man bei der Weltmeisterschaft 1999 mit dem Spielbetrieb aussetzte.
Als Nachfolgeteam nimmt die Serbische Eishockeynationalmannschaft seit 2007 an Wettbewerben der Internationalen Eishockey-Föderation teil. Montenegro hat bislang (Stand: Januar 2011) keine Nationalmannschaft aufgestellt.

### Platzierungen
- 1995 – 28. Platz (8. C-WM)
- 1996 – 30. Platz (2. D-WM)
- 1997 – 32. Platz (4. D-WM)
- 1998 – 30. Platz (6. C-WM)
- 1999 – nicht teilgenommen
- 2000 – 32. Platz (8. C-WM)
- 2001 – 34. Platz (3. Division II, Gruppe B)
- 2002 – 32. Platz (2. Division II, Gruppe B)
- 2003 – 31. Platz (2. Division II, Gruppe A)
- 2004 – 32. Platz (2. Division II, Gruppe B)
- 2005 – 32. Platz (2. Division II, Gruppe B)
- 2006 – 35. Platz (4. Division II, Gruppe A)